# Curia calabra
Dans la Rome antique, la curie calabre (en latin : Cǎlābra curia) était un lieu couvert situé, à Rome, sur le Capitole (Cǎpǐtōlǐum).
Avant la publication du calendrier, aux calendes (cǎlendae, -ārum) de chaque mois, le pontife mineur (pontifex minor) y annonçait publiquement la date des nones (nōnae, -ārum).
La curie calabre nous est connue par Varron et Macrobe.
Le premier écrit :
« Primi dies mensium nominati Calendæ ab eo quod his diebus calantur ejus mensis Nonae a pontificibus, quintanæ an septimanæ sint futuræ, in Capitolio in curia Calabra sic : Dies te quinque calo Juno Covella. Septem dies te calo Juno Covella. »
— Marcus Terentius Varro, De lingua latina.

« Le premier jour de chaque mois a été appelé Calendes, de ce que ce jour-là les pontifes annoncent si les nones commenceront le cinq ou le sept du mois. Cette annonce se faisait au Capitole dans la curie Calabre, en ces termes : Dies te quinque calo Juno Covella. Septem dies te calo Juno Covella. »

— Varron, De la Langue latine.
Quant à Macrobe :
« Priscis ergo temporibus, antequam fasti a Cn. Flavio scriba invitis Patribus in omnium notitiam proderentur, pontifici minori hæc provincia delegabatur, ut novæ lunæ primum observaret aspectum, visamque regi sacrificulo nuntiaret. Itaque sacrificio a rege et minore pontifice celebrato, idem pontifex, calata, id est, vocata in Capitolium plebe, juxta curiam Calabram, quæ casæ Romuli proxima est, quot numero dies a Kalendis ad Nonas superessent, pronuntiabat : et quintanas quidem dicta quinquies verbo καλῶ, septimanas repetito septies prædicabat. Verbum aulem καλῶ græcum est, id est, voco. Et hunc diem, qui ex his diebus, qui calarentur, primus esset, placuit Kalendas vocari. Hinc et ipsi curiæ, ad quam vocabantur, Calabræ nomen datum est. Ideo autem minor pontifex numerum dierum, qui ad Nonas superessent, calando prodebat, quod post novam lunam oportebat Nonarum die populares, qui in agris essent, confluere in urbem, accepturos causas feriarum a rege sacrorum, sciturosque, quid esset eo mense faciendum. Unde quidam hinc Nonas æstimant dictas, quasi novæ initium observationis ; vel quod ab eo die semper ad Idus novem dies putantur. »
— Flavius Macrobius Ambrosius, Convivia primi diei Saturnaliorum.

« Anciennement, avant que les Fastes eussent été divulgués au public, contre le gré du sénat, par le scribe Cn. Flavius, un pontife mineur était chargé d'observer l'apparition de la nouvelle lune ; et, aussitôt après l'avoir aperçue, de la notifier au roi des sacrifices, lequel offrait aussitôt un sacrifice conjointement avec celui-ci.
Après quoi, le pontife mineur convoquait le peuple (kalabat) dans la curie (kalabra) qui est proche de la cabane qu'habita Romulus : il proclamait combien de jours devaient s'écouler depuis les calendes jusqu'aux nones, et annonçait, en répétant cinq fois le mot grec καλῶ, que les nones devaient être le cinquième jour ou le septième jour, en répétant sept fois ce même mot. Le mot καλῶ est grec, et signifie j'appelle. De là vient qu'on appelle calende le premier des jours qu'on proclamait de cette manière, et qu'on a appelé kalabra la curie où on les proclamait. Or le pontife mineur faisait cette proclamation du nombre des jours qui devaient s'écouler jusqu'aux nones, parce qu'après la nouvelle lune, les habitants des campagnes devaient se rendre à la ville le jour des nones, pour apprendre du roi des sacrifices le motif des fériés, et tout ce qu'il y aurait à observer durant le cours du mois. De là vient que quelques-uns pensent que les nones ont pris leur nom de ce qu'elles sont le commencement d'un nouvel ordre d'observation, novoe ; ou bien de ce qu'on suppose qu'il y a toujours neuf jours des nones aux ides. »

— Macrobe, Les Saturnales.